# استخلاص الحمض النووي الريبوزي منقوص الأكسجين
إستخلاص الحمض النووي الريبوزي منقوص الأكسجين  (بالإنجليزية: DNA extraction)‏ هو تحطيم الأنسجة والخلايا في محطم الخلايا (Cell homogenizer) وترشيح المحلول عبر العديد من طبقات الشاش النظيف للتخلص من الألياف والقطع الكبيرة. و هو إجراء روتيني من أجل جمع الحمض النووي بعد تحليله كما في علم الأحياء الجزيئي .

## طرق فصل أو ترسيب الحمض النووي الريبوزي منقوص الأكسجين
- الترسيب بإضافة الكحول الإيثيلي المطلق البارد Cold ethyl alchol .
- الطرد المركزي الطبقي النسبي Rate-zonal centrifugation .